# احمدآباد (آوج)
احمدآباد یک منطقهٔ مسکونی در ایران است که در دهستان شهیدآباد واقع شده‌است.